# Museo dell'immagine fotografica e delle arti visuali
Il museo dell'immagine fotografica e delle arti visuali o MIFAV è sito in via della ricerca scientifica, all'interno dell'Università di Tor Vergata a Roma.

## Descrizione
Fondato nel 1993, consta di un fondo di varie opere di 300 artisti contemporanei per la maggior parte italiani. Il museo installa delle mostre itineranti, pubblica una propria rivista e organizza dei corsi di formazione gratuiti. Il museo dispone di un server che consente di far visitare le varie mostre che il museo gestisce per far vedere le mostre anche virtualmente da un qualsiasi computer connesso ad internet sia che la gente si trovi in qualsiasi internet point o, addirittura, standosene comodamente a casa.
La collezione comprende opere di artisti contemporanei tra cui: Sergio Belinchon, Koren Martinolich, Katia Alicante, Patricia Naidich, Marco Bevivino, Alice Hibrat, Marco Callegari, Fabio Campus, Rocco Castellano, Giacomo Cestra, Alessia Cigana, Maristella Colombo, Alice Colzi, Salvo Contarino, Emanuele Coppari, Alessandra Costantino, Massimo Di Rocco, Marcello Gamberi, Federico Gori, Anton Horvatovic, Giuseppina Nuzzi, Stefania Pallara, Carlo Pettinelli, Patrizia Raso, Isabella Rosa, Simoine Rossi, Tina Saric, Alessandra Tarantino, Cora Vohwinkel, Shih-Ching Yang, Marco Zago, Victor Anderson, Katinka Andersson, David Aronowitsch, Marion Birkefeld, Nadine Bracht, Martin Gaissert, Sachico Hayashi, André Koehler, Heike Mutter, Johanna Schartau, Balàzs Turay, Irmy Wolz, Elena Bringhelli, Dario De Dominicis, Flavia Fasano, Claudio Gobbi, Lorana La Grassa, Maria Carmela Mallamaci, Debora Ramacciotti, Daniele Ravenna, Chiara Scategni, Sergio Zavattieri, Francesco Zucchetti